# Collision Course
Collision Course es un EP realizado por el rapero estadounidense Jay-Z y la banda estadounidense de rock alternativo Linkin Park. Se lanzó en formato CD/DVD el 30 de noviembre de 2004.
Es el segundo EP en debutar número uno en el Billboard 200, además el disco ha vendido más de 1 934 000 copias en los Estados Unidos y más de 5 millones de copias en todo el mundo.

## Lista de canciones
| N.º   | Título                                            | Escritor(es)                                                                                                   | Duración |  |
| 1.    | «Dirt Off Your Shoulder/Lying From You»           | Linkin Park, Jay-Z, Timbaland                                                                                  | 4:05     |  |
| 2.    | «Big Pimpin'/Papercut»                            | Linkin Park, Jay-Z, Timbaland, Kyambo Joshua                                                                   | 2:36     |  |
| 3.    | «Jigga What/Faint»                                | Linkin Park, Jay-Z, Jaz-O, Timbaland                                                                           | 3:38     |  |
| 4.    | «Numb/Encore»                                     | Linkin Park, Jay-Z, Kanye West                                                                                 | 3:26     |  |
| 5.    | «Izzo/In The End»                                 | Linkin Park, Jay-Z, Alphonso "Fonce" Mizell, Berry Gordy, Deke Richards, Freddie Perren, Kanye West, Alex Horn | 2:45     |  |
| 6.    | «Points of Authority/99 Problems/One Step Closer» | Linkin Park, Jay-Z, Felix Pappalardi, Norman Landsberg, Billy Squier, Leslie West, John Ventura                | 4:56     |  |
| 21:18 |                                                   | |          |  |

## Contenido
- "MTV Ultimate Mash-Ups"
- Bonus DVD Contents the tracks are 1 to 6
- Galería de Fotos

## Sencillos
- "Numb/Encore"
- "Dirt Off Your Shoulder/Lying From You"
- "Jigga What/Faint"

## Posición en las listas musicales
| Listas (2004-2005)                    | Mejor posición |
| ------------------------------------- | -------------- |
| Swedish Albums Chart                  | 9              |
| Canadian Albums Chart                 | 6              |
| U.S. Billboard 200                    | 1              |
| U.S. Billboard Top R&B/Hip-Hop Albums | 3              |
| U.S. Billboard Top Rap Albums         | 3              |
| UK Albums Chart                       | 15             |